# Gugadj
Gugadj är ett utdött australiskt språk. Gugadj talades i Queensland och tillhörde de pama-nyunganska språken.